# Kim Jong-Seok
Kim Jong-Seok es un deportista surcoreano que compitió en taekwondo. Ganó una medalla de oro en el Campeonato Asiático de Taekwondo de 1984, en la categoría de –84 kg.

## Palmarés internacional
| Campeonato Asiático | Campeonato Asiático | Campeonato Asiático | Campeonato Asiático |
| Año                 | Lugar               | Medalla             | Categoría           |
| ------------------- | ------------------- | ------------------- | ------------------- |
| 1984                | Manila (Filipinas)  | Medalla de oro      | –84 kg              |